# كونستانتين فرينغ
كونستانتين فرينغ (بالألمانية: Konstantin Fring)‏ هو لاعب كرة قدم ألماني في مركز الوسط، ولد في 9 يناير 1990 في باد كرويتسناخ في ألمانيا. لعب مع بوروسيا دورتموند ب وروت فايس إيسن.

## وصلات خارجية
- كونستانتين فرينغ على موقع قاعدة بيانات كرة القدم.إي يو (الإنجليزية)
- كونستانتين فرينغ على موقع بيانات كرة القدم. دي إي (الألمانية)
- كونستانتين فرينغ على موقع عالم كرة القدم.نت (الإنجليزية)